# 盛永晶月
盛永 晶月（もりなが あつき、2011年〈平成23年〉4月8日 - ）は、日本の子役、タレント。SDGsこどもユニット「ミドリーズ」のメンバーでもある。

## 人物
・2017年〜2018年にかけて、NHK-Eテレ「ゴーゴーキッチン戦隊クックルン」にて3代目クックルンの茶太郎役でレギュラー出演した。
- 趣味特技は、体操。

## テレビ出演

### バラエティー
- お金がなくても幸せライフ がんばれプアーズ!（2013年、テレビ東京）
- AKB48の今夜はお泊まりッ（2015年、日テレ）
- ゴー!ゴー!キッチン戦隊クックルン（2017年4月3日 - 2019年3月29日、NHK Eテレ） - 茶太郎 役
- 痛快TV スカッとジャパン（2019年、フジテレビ）
- I LOVE みんなのどうぶつ園（2020年、日テレ）
- あおきいろ（2021年 - 、NHKEテレ）
- みんなのうた「ツバメ」YOASOBI withミドリーズ（2021年、NHK）

### ドラマ
- このミステリーがすごい〜冬来たる（2015年） - 幼い冬留 役
- 民王スペシャル（2016年4月15日、テレビ朝日）
- ドクターカー 第4話（2016年5月6日、読売テレビ） - 佐藤祐希 役
- 水族館ガール 第1回（2016年6月17日、NHK） - 迷子の男の子 役
- 犯罪資料館 緋色冴子シリーズ『赤い博物館』（2016年8月29日、TBS） - 寺田聡（幼少期） 役
- 黒蠍（2016年11月6日、BSフジ） - 倫太郎（幼少期） 役
- 母になる（2017年、日テレ）
- 彼氏をローンで買いました（2018年、dTV）
- ノーサイド・ゲーム（2019年、TBS） - 君嶋尚人 役
- 庶務行員・多加賀主水（2020年2月16日、テレビ朝日） - 新藤光一 役
- 半沢直樹（2020年、TBS） - 乃原少年 役
- おじさまと猫（2021年、Paravi） - 神田冬樹（少年時代） 役
- リコカツ（2021年、TBS） - 緒原紘一（幼少） 役
- 仮面ライダーリバイス 第9話 - 第11話（2021年10月31日 - 11月21日、テレビ朝日） - 幼い一輝 役[1]

### 映画
- 未来のミライ（2018年） - 子ども①、ダイスケくん 役
- 恋する寄生虫（2021年） - 高坂健吾（幼少期） 役

### CM
- ユニ・チャーム「オヤスミマン」
  - はかないもん篇（2014年）
  - 変身篇（2015年）
- 西松屋「ストレッチパンツ」（2015年）
- ミニストップ 主婦とハロハロパインマンゴー篇（2016年）
- Google Play Music（2016年） - 息子 役
- マクドナルド「ハッピーセット」仮面ライダージオウ篇（2019年）
- P&G「レノア」本格消臭デオドラントビーズ 部屋干し篇（2019年）
- 関西電力（2020年）
- バンダイ「スーパー戦隊チョコ」（2020年）

### DVD
- ベネッセ
  - 「こどもちゃれんじほっぷ」
  - 「こどもちゃれんじぷち」
  - 「こどもちゃれんじぽけっと」

### WEB
- FODドラマ「ギブン」第5話 鹿島柊幼少期 役
- 東京観光財団
- パナソニック「ふだんプレミアム」お正月篇
- JR東海「親子で楽しむ新幹線」

### スチール
- 小学館「ドラえもんのポケット」
- 野村不動産

### イベント
- ワンワンといっしょ！夢のキャラクター大集合
- ふるさとの食 にっぽんの食